# 三贤士来朝 (乔托)
《三贤士来朝》（Adorazione dei Magi）是意大利艺术家乔托的一幅湿壁画，尺寸为200x185 厘米，绘制于1303-1305年， 位于意大利帕多瓦帕多瓦斯克罗威尼小堂 的北墙，是基督生平组画的一部分。  
画中的彗星可能是哈雷彗星，画家在1301年观测了这颗彗星。

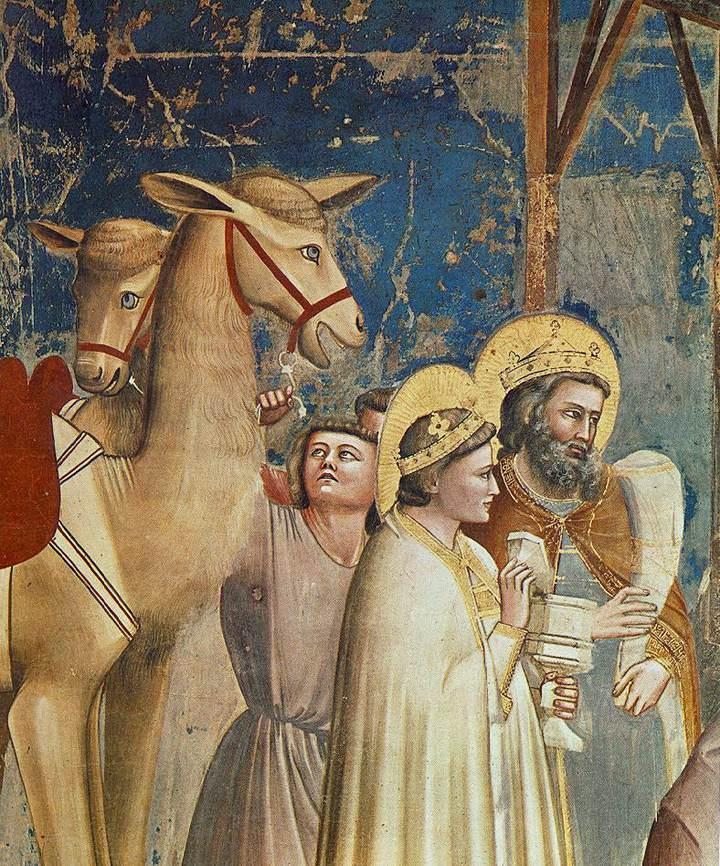
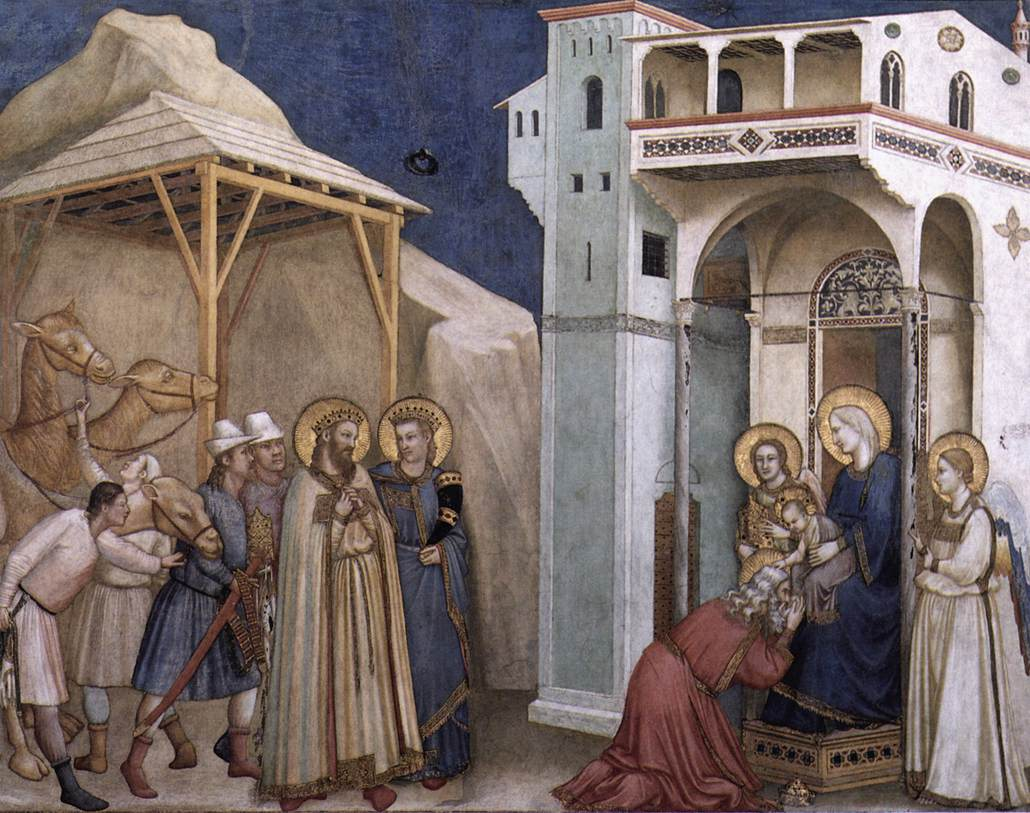